# Clypeus (anatomie)

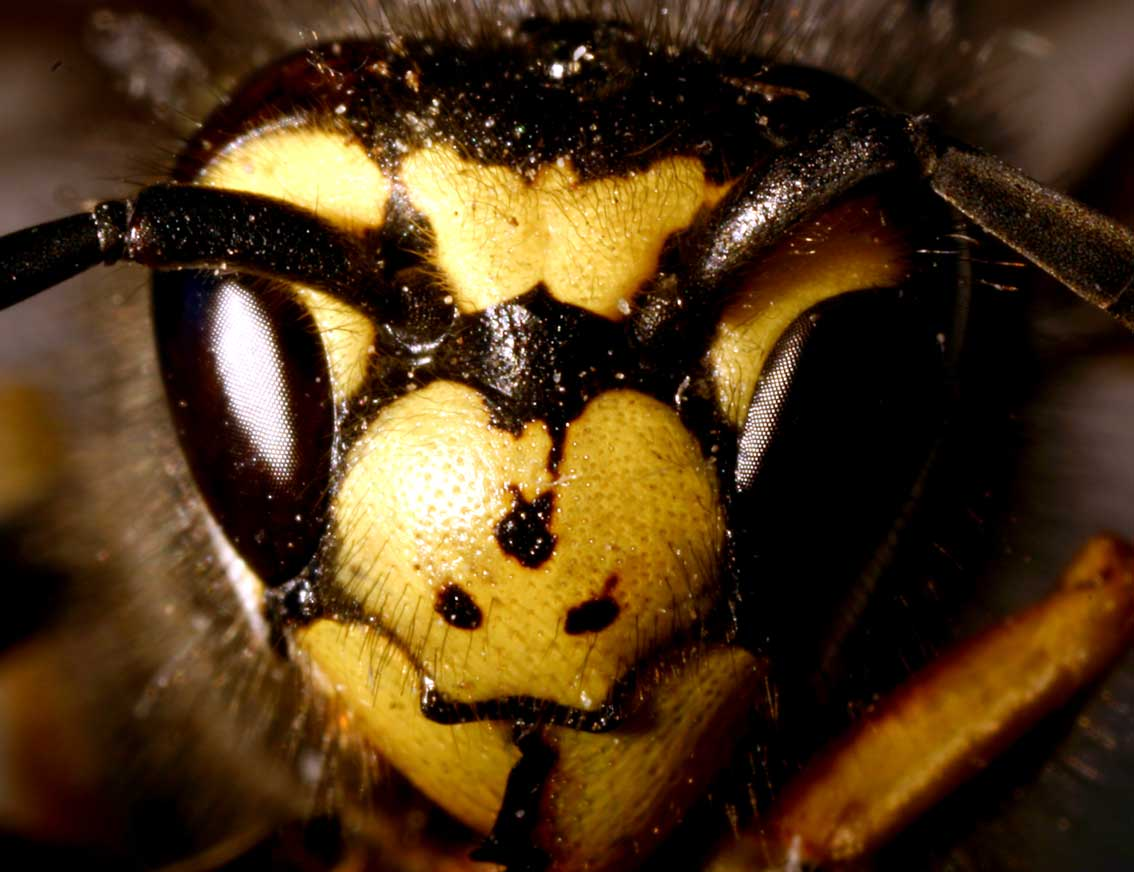
Clypeus van een Duitse wesp (Vespula germanica), het gele deel met de drie vlekjes tussen de ogen, onder de voelsprieten en boven de kaken.

De clypeus is het uiterst rostrale deel van de kop van een insect of sommige andere geleedpotigen als spinnen. Het betreft het deel in het midden van het 'gezicht' van een insect, net boven de bovenlip en onder het voorhoofd (frons). Bij spinnen betreft het het deel net onder de grote ogen. De clypeus kan afhankelijk van orde, familie en zelfs soort verschillen waardoor deze soms moeilijk te onderscheiden is. Ook kan de clypeus versmolten zijn met andere delen van de kop, en kan zowel behaard zijn als kaal.